# Novem Group S.A.
Die Novem Group S.A. ist ein seit 2021 börsennotierter Automobilzulieferer und Anbieter von Zierteilen und Funktionselementen für den Fahrzeuginnenraum mit Sitz in Luxemburg und Hauptverwaltung in Vorbach. Das Unternehmen ist im Bereich der Verarbeitung von Edelholz, Aluminium, Drahtgewebe, Carbon, Piano Lack, technischer Furniere und Premium-Synthetik tätig. Das Kerngeschäft sind Interieurteile und -module. Weltweit gibt es zwölf Standorte in Deutschland, Luxemburg, Italien, Tschechien, Slowenien, China, Mexiko, Honduras und in den Vereinigten Staaten.
Zum Kundenkreis zählen OEMs aus der Premium-Automobilindustrie.
Der Vorstand besteht aktuell aus Markus Wittmann (CEO, Vorstandsvorsitzender), Benjamin Retzer (CFO), Florian Sandner (COO), Maria Eichinger, Mathias Rieger.

## Produkte und Fertigungsverfahren
Zu den Produkten gehören Interieurteile, zum Beispiel Gürtellinie, Mittelkonsole, Zuzieh- und Dachhaltegriffe, Schaltrahmen, Schaltknauf, Lenkräder, Ascherdeckel, Cupholder sowie diverse Rahmen und Abdeckungen, Instrumententafeln, Türverkleidungen und vieles mehr. Die Oberflächen variieren je nach Wunsch zwischen Edelholz (zum Beispiel Wurzelholz), Aluminium, Drahtgewebe, Carbon, Premium-Synthetik, technischen Furnieren oder Veredelungen durch Intarsien. Abhängig vom Material sind die Oberflächen hochglänzend, seidenmatt oder offenporig. Die Bandbreite der im Siebdruckverfahren gefertigten Aluminiumoberflächen umfasst gebürstete, geschliffene, eloxierte oder gefräste Haptik. Zur Tiefe des Produktionsprozesses des Unternehmens gehören unter anderem Heißverstemmen, Kleben, spanende Fertigungsverfahren, Spritzguss- und Umformverfahren.